# Filtro solar

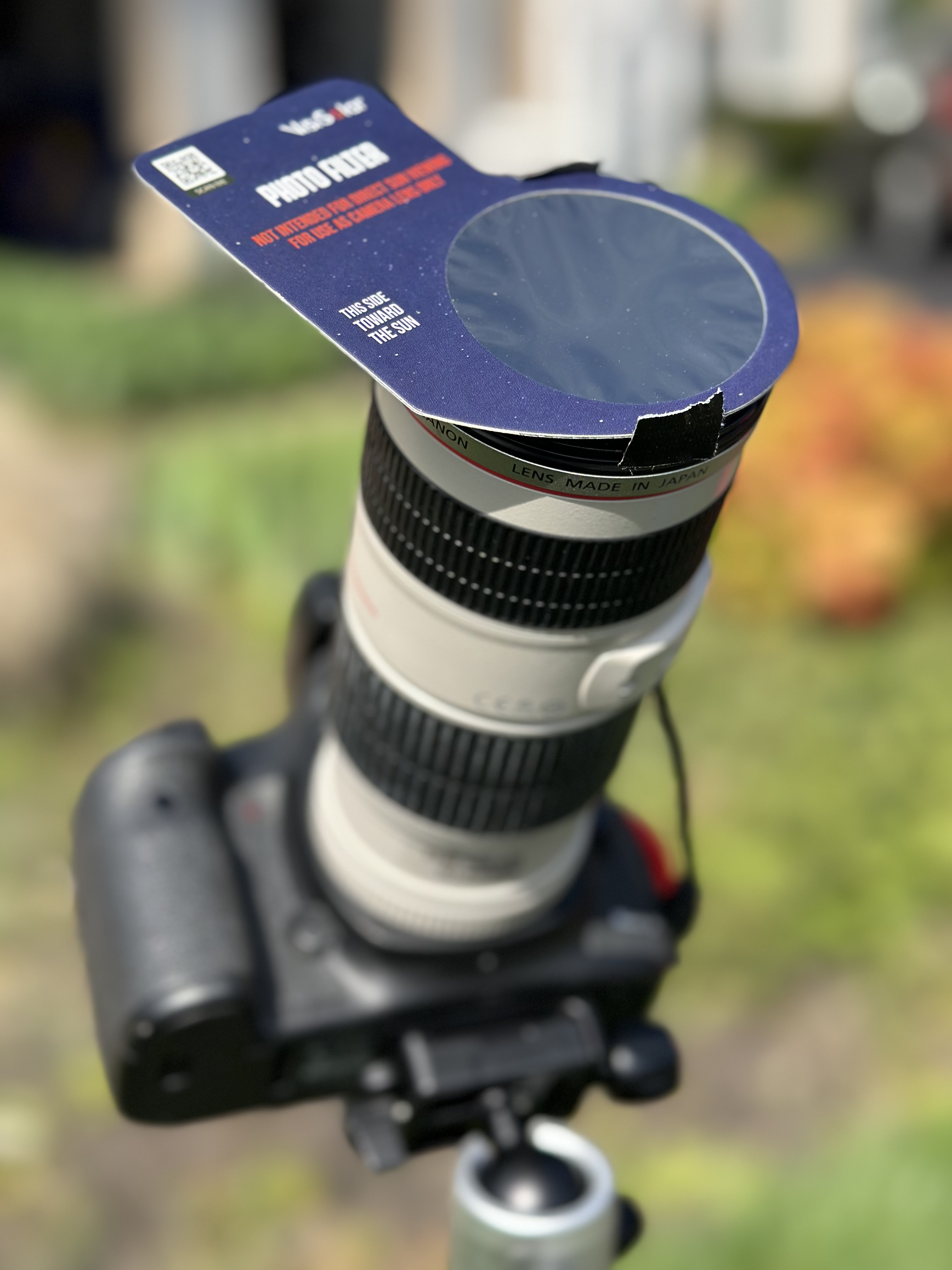
Cámara fotográfica equipada con un filtro solar.

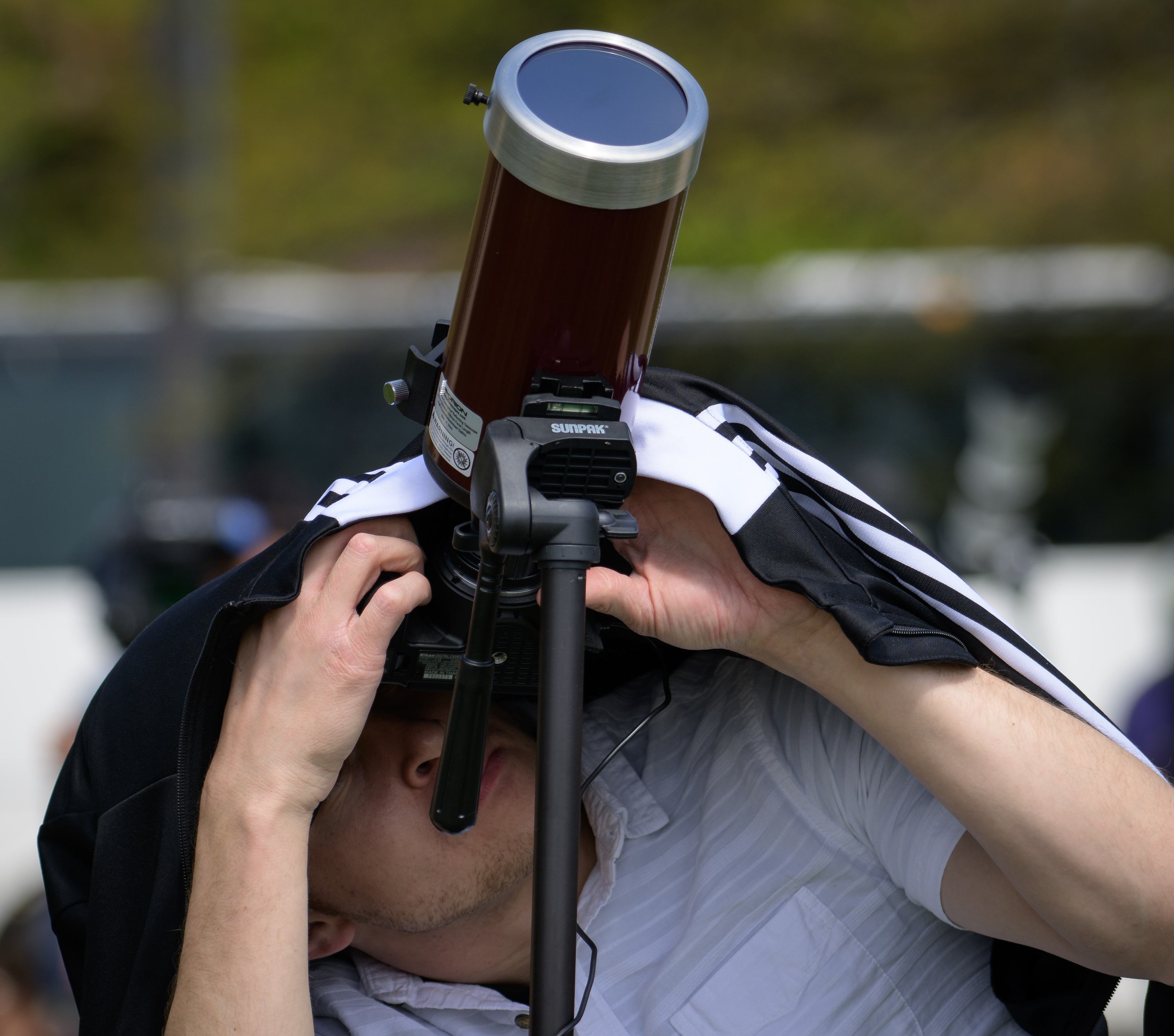
Un hombre observando el eclipse solar del 8 de abril de 2024 a través de un telescopio equipado con un filtro solar en Washington.

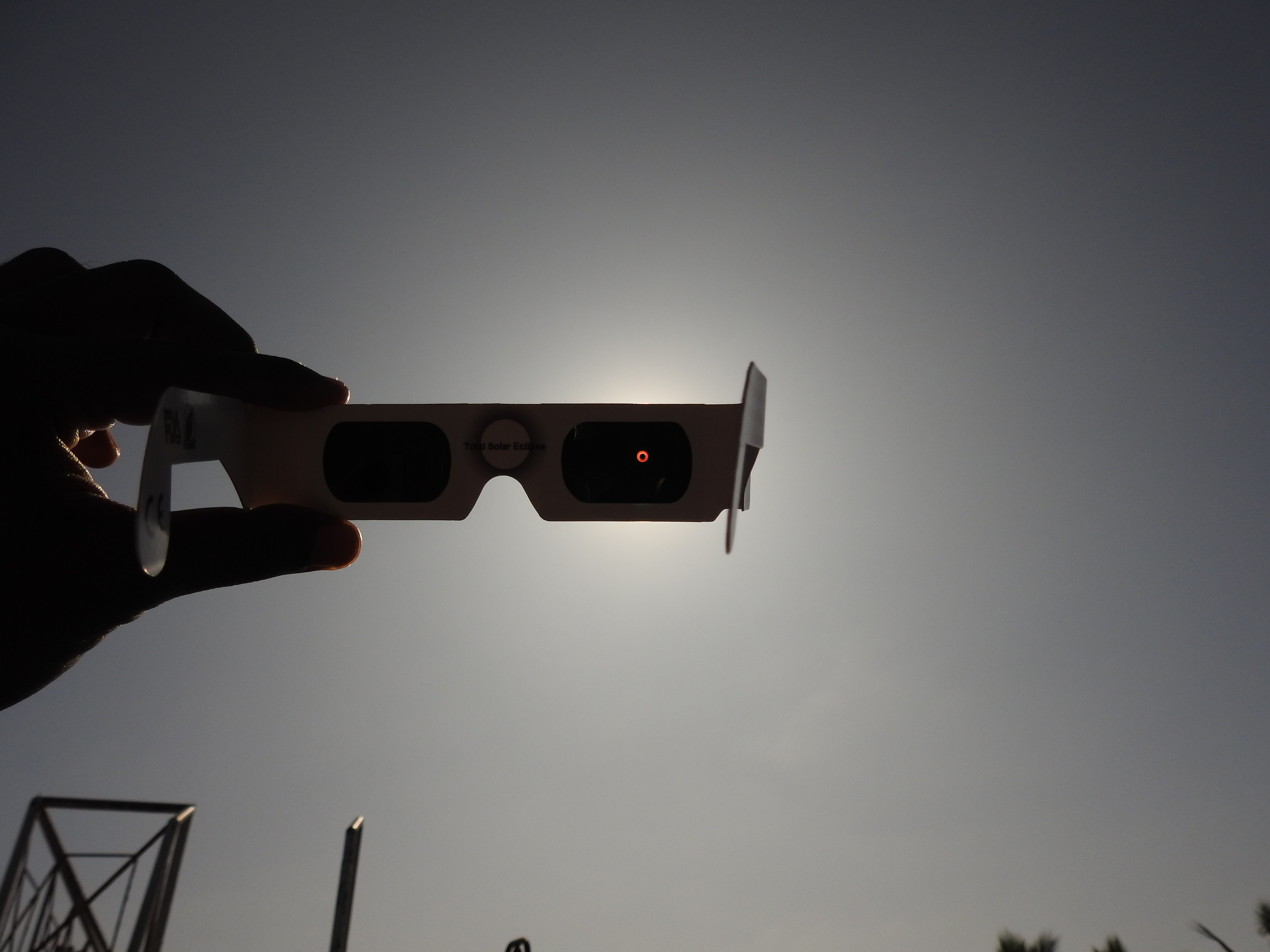
Eclipse solar del 26 de diciembre de 2019 visto a través de un par de gafas con filtro solar en Sri Lanka.

Un filtro solar es un dispositivo que se emplea para la observación directa del Sol, o cuando sucede un eclipse solar, en este último caso complementado con un diafragma.

## Características
Suelen ser de cristal muy denso (filtros inactínicos de soldadura eléctrica de tono 12 o superior aunque según expertos recomiendan tono 14) o Mylar y se colocan delante del objetivo del instrumento astronómico o fotográfico, ya que si se colocasen detrás del ocular, el calor concentrado por éste podría hacerlo estallar con el consiguiente riesgo para la vista. 
Es conveniente no utilizar filtros solares ocasionales, tales como radiografías o cristales ahumados, ya que estos no absorben totalmente las radiaciones solares, poniendo en peligro los ojos. 
Para el empleo correcto de este tipo de filtros se deben seguir las mismas reglas de seguridad que las utilizadas para la fotografía de eclipses solares.
Es importante, cuando se utiliza un filtro solar de plástico Mylar de manera habitual, revisar dicho plástico, pues con el tiempo se deteriora y aparecen poros por los que la radiación solar pasa y puede dañar los ojos o la cámara fotográfica que se utilice. La manera más rápida y efectiva de revisarlo es colocarlo delante de los ojos (cuando se hace observación a simple vista) o en el frontal del objetivo (observación con telescopio); en este caso se debe quitar el ocular y apuntar al Sol. Cuando un Mylar está deteriorado deja pasar rayos solares que se ven brillar como estrellas, con esos rayos característicos en forma de espículas.
Si este es el caso, lo mejor es tapar con alguna cinta adhesiva opaca (cinta aislante) dicho poro. Si hay demasiados poros se debe desechar el filtro y conseguir otro.
- Datos: Q2301911
- Multimedia: Solar eclipse glasses / Q2301911